# Stare Budy (Grande-Pologne)
Pour les articles homonymes, voir Stare Budy.
Stare Budy (prononciation : [ˈstarɛ ˈbudɨ]) est un hameau polonais du village de Roszki de la gmina de Krotoszyn dans le powiat de Krotoszyn de la voïvodie de Grande-Pologne dans le centre-ouest de la Pologne.

## Histoire
De 1975 à 1998, le hameau faisait partie du territoire de la voïvodie de Kalisz.

Depuis 1999, Stare Budy est situé dans la voïvodie de Grande-Pologne.